# Neville Marriner
Sir Neville Marriner (Lincoln, 15 aprile 1924 – Londra, 2 ottobre 2016) è stato un direttore d'orchestra e violinista britannico.

## Biografia
Marriner nacque a Lincoln e studiò prima al Royal College of Music, poi al Conservatorio di Parigi. Suonò il violino per la Philharmonia Orchestra e la London Symphony Orchestra per 13 anni. Dopo aver formato il Jacobean Ensemble con Thurston Dart si trasferì momentaneamente a Hancock (Maine), negli Stati Uniti, per studiare direzione d'orchestra con Pierre Monteux presso la sua scuola. 
Nel 1956 fondò l'Academy of Saint Martin-in-the-Fields, un'orchestra da camera che successivamente trasformò in una vera e propria orchestra sinfonica, con la quale ha realizzato numerose incisioni discografiche, mantenendo per quasi trent'anni uno stretto legame con le etichette Decca e, soprattutto, Philips Classics. Condusse stabilmente il complesso fino alla fine degli anni ottanta, ma già dal 1985 aveva affidato la concertazione e la direzione del repertorio del XVII secolo e di parte del XVIII alle cure di Iona Brown, che lo coadiuvava già da tempo nelle scelte esecutive. Lasciò poi la direzione dell'Academy intorno alla metà degli anni novanta, affidandola alla direzione musicale del primo violino della formazione, Kenneth Sillito, e tornando a dirigerla solo sporadicamente per la realizzazione delle incisioni discografiche in studio. Marriner diresse anche l'Orchestra Sinfonica di Radio Stoccarda, dal 1983 al 1989, ed alcune orchestre americane, come la Los Angeles Chamber Orchestra dal 1969 al 1977e l'Orchestra Sinfonica di Minneapolis dal 1979 al 1986.
Nell'Orchestra Hall di Minneapolis diresse le prime esecuzioni assolute di Paul Fetler: nel 1981 di Sérénade, nel 1984 del concerto per pianoforte e orchestra e nel 1985 di Capriccio; inoltre, nel 1986, nella stessa sala, diresse la prima assoluta della sinfonia in 3 movimenti Soliloquy di Stephen Paulus. Nel 1982, nel Dade County Auditorium di Miami, diresse le prime esecuzioni assolute di Summer Fanfare di John Corigliano e della sinfonia n. 48, Vision of Andromeda (op. 355), di Alan Scott Hovhaness. 
A Salisburgo diresse varî concerti: nel 1982 con Lynn Harrell e l'Academy of St Martin in the Fields, nel 1984 con Alfred Brendel, nel 1992 uno con Anne-Sophie Mutter ed uno con Viktorija Mullova con musiche di Mendelssohn Bartholdy, e nel 1998 diresse per la prima e unica volta l’Orchestra Filarmonica di Vienna in uno dei suoi consueti programmi mozartiani. Inoltre, scelse ed arrangiò la musica della colonna sonora della pellicola Amadeus e ne coordinò la registrazione in veste di direttore dell'Academy of St Martin in the Fields, vincendo il Grammy Award al miglior album di musica classica 1985.
Nel 1989, nella Royal Festival Hall di Londra, diresse un'esecuzione in forma di concerto (senza scene né costumi) di brani scelti del melodramma Béatrice et Bénédict di Hector Berlioz. Per il Teatro alla Scala di Milano diresse nel 1992 la Petite messe solennelle, nel 1996 un concerto con l'Academy of St Martin in the Fields e nel 2002 la sinfonia n. 2 di Mendelssohn Bartholdy al Teatro degli Arcimboldi. Per il Teatro La Fenice diresse nel 1998 un concerto nella Basilica di Santa Maria Gloriosa dei Frari, nel 2002 nel PalaFenice al Tronchetto, nel 2003 musiche di Mendelssohn Bartholdy al Teatro Malibran e nel 2006 un concerto al Teatro La Fenice. Nel 2013 diresse un concerto a Bolzano e Trento con l'Orchestra Haydn.
Marriner incise per diverse etichette, tra le quali Argo, L'Oiseau Lyre, Philips Classics ed EMI Classic. Il suo repertorio spazia dallo stile barocco al XX secolo della musica britannica, così come l'Opera.
Tra le sue registrazioni ci sono due CD di musica britannica per la Philips Classic con Julian Lloyd Webber; registrazioni delle sinfonie per violoncello di Benjamin Britten e di quelle di Sir William Walton. È stato presidente della Academy of St Martin in the Fields Orchestra da camera fino al 1992, quando fu sostituito da Malcon Latchemen.

## Vita personale
Neville Marriner è il padre del clarinettista Andrew Marriner, primo clarinetto della London Symphony Orchestra.

## Discografia parziale
Degli oltre 200 album registrati ricordiamo:
- Amadeus (film) (colonna sonora) - Grammy Award al miglior album di musica classica 1985
- Bach, Arte della fuga/Offerta music. - Marriner/ASMF, 1974/1978 Philips
- Bach, Conc. brand. n. 1-6/Conc. fl. - Britten/ECO/Marriner/ASMF, Decca
- Bach, J.S: Mass in B Minor - Margaret Marshall/Dame Janet Baker/Robert Tear/Samuel Ramey/Academy of St. Martin in the Fields Chorus/Academy of St. Martin In the Fields/Sir Neville Marriner, 1978 Philips
- Bach, J.S.: Violin Concertos, Concerto for 2 Violins & Air from Suite No. 3 - Academy of St. Martin In the Fields/Henryk Szeryng/Sir Neville Marriner, 1976 Philips
- Bach & Handel: Solo Cantatas & Vocal Works - Dame Janet Baker/Sir Neville Marriner, 2001 EMI
- Bach, J.C.: 6 Sinfonias Op. 3/6, Piano Concertos Op. 13 - Academy of St. Martin In the Fields/Eduard Melkus/Ingrid Haebler/Sir Neville Marriner/Wien Capella Academica, 1997 Philips
- Bartok, Prokofiev, Shostakovich, Stravinsky & others: 20th Century Orchestral Classics - Academy of St. Martin In the Fields/Sir Neville Marriner, 2011 Decca
- Beethoven: Symphony No.7, Wellington's Victory - Academy of St. Martin In the Fields/Sir Neville Marriner, 1990 Philips
- Beethoven, Violin Concerto - Gidon Kremer/Academy of St. Martin In the Fields/Sir Neville Marriner, 1983 Philips
- Bizet, Symphony In C & L'Arlésienne Suites - Academy of St. Martin In the Fields/Sir Neville Marriner, 2005 EMI
- Boyce, Symphonies Nos. 1-8 - Academy of St. Martin In the Fields/Sir Neville Marriner, 1978 Decca
- Brahms: Concerto per violino op. 77; Stravinski: Concerto per violino - Hilary Hahn/Academy of St. Martin in the Fields/Sir Neville Marriner, 2001 (Sony SK 89649) - Miglior interpretazione solista di musica classica con orchestra (Grammy) 2002
- Chopin, Conc. pf. n. 1-2 - Davidovich/Marriner/LSO, Philips
- Corelli, Conc. grossi op. 6 n. 1-12 - Marriner/ASMF, Decca
- Dvorák, Grieg & Tchaikovsky: String Serenades - Academy of St. Martin In the Fields/Sir Neville Marriner, 1970 Decca
- The World of Elgar - Academy of St. Martin In the Fields/English Chamber Orchestra/London Symphony Orchestra/Sir Neville Marriner, 1990 Decca
- Fauré, Requiem/Pelléas/Pavane/Fantasia op. 79 - Marriner/McNair/Allen/ASMF, 1981/1993 Decca
- Giuliani, Complete Guitar Concertos - Academy of St. Martin In the Fields/Pepe Romero/Sir Neville Marriner, 1996 Philips
- Grieg, Peer Gynt - Marriner/Academy of St. Martin In the Fields/Lucia Popp/Sir Neville Marriner/The Ambrosian Singers, 1983 EMI
- Haendel, Messia - Marriner/Ameling/Langridge, Decca
- Haendel, Messia - Marriner/McNair/Otter/Chance, 2002 Philips
- Handel, Music for the Royal Fireworks & Water Music - Academy of St. Martin In the Fields/Sir Neville Marriner, 1972 Decca
- Handel, Coronation Anthems - Joan Rodgers/Catherine Denly/Anthony Rolfe Johnson/Robert Dean/Academy of St. Martin in the Fields Chorus/Academy of St. Martin in the Fields Chamber Ensemble/Sir Neville Marriner/Academy of St. Martin In the Fields/Alastair Ross, 1985 Philips
- Handel, Concerti Grossi Op. 3 & Op. 6 - Academy of St. Martin In the Fields/Sir Neville Marriner, 1968 Decca
- Haydn, Conc. vlc. n. 1-2/Conc. vl. n. 1 - Schiff/Zukerman/Marriner/ASMF/LAPO, 1987 Decca
- Haydn, Die Schopfung - Marriner/Mathis/Fischer-Dieskau/ASMF, 1980 Philips - Grammy Award for Best Choral Performance 1982
- Haydn, The Paris Symphonies - Academy of St. Martin In the Fields/Sir Neville Marriner, 1993 Philips
- Haydn, Die Jahreszeiten - Academy of St. Martin In the Fields/Dietrich Fischer-Dieskau/Sir Neville Marriner, 1981 Philips
- Haydn, Masses - Rundfunkchor Leipzig/Sir Neville Marriner/Staatskapelle Dresden, 1995 EMI
- Haydn & Vivaldi: Cello Concertos - Academy of St. Martin In the Fields/English Chamber Orchestra/Lynn Harrell/Pinchas Zukerman/Sir Neville Marriner, 1992 EMI
- V. Herbert, Cello Concertos - Lynn Harrell, Academy of St. Martin In the Fields/Sir Neville Marriner, 1988 Decca
- Hummel & Weber: Bassoon Concertos - Klaus Thunemann/Academy of St. Martin In the Fields/Sir Neville Marriner, 1991 Philips
- Mendelssohn, A Midsummer Night's Dream - Philharmonia Orchestra/Sir Neville Marriner, 1983 Philips
- Mendelssohn, Concertos for Piano and Orchestra No. 1 & 2 - Academy of St. Martin In the Fields/Murray Perahia/Sir Neville Marriner, 1975/1984 CBS
- Mendelssohn, Violin Concertos - Viktoria Mullova/Academy of St. Martin In the Fields/Sir Neville Marriner, 1991 Philips
- Mendelssohn, Symphonies Nos. 3 "Scottish" & 4 "Italian" - Academy of St. Martin In the Fields/Sir Neville Marriner, 1994 Philips
- Mendelssohn: Octet - Boccherini: Cello Quintet - Academy of St. Martin In the Fields/Sir Neville Marriner, 1968 Decca
- Mozart, Conc. pf. n. 9, 15, 22, 25, 27 . Brendel/Marriner/ASMF, 1974/1981 Philips
- Mozart, Conc. pf. n. 19-21, 23, 24 - Brendel/Marriner/ASMF, Philips
- The Complete Mozart Edition: The Piano Concertos, Vol. 1 - Academy of St. Martin In the Fields/Alfred Brendel/Ingrid Haebler/Sir Neville Marriner/Wien Capella Academica, 2005 Decca
- The Complete Mozart Edition: The Piano Concertos, Vol. 2 - Academy of St. Martin In the Fields/Alfred Brendel/Sir Neville Marriner, 2005 Decca
- The Complete Mozart Edition: The Piano Concertos, Vol. 3 - Academy of St. Martin In the Fields/Alfred Brendel/Sir Neville Marriner, 2005 Decca
- Mozart, Flauto magico - Marriner/Te Kanawa/Araiza, 1989 Decca
- Mozart, Don Giovanni - Academy of St. Martin In the Fields/Francisco Araiza/Robert Lloyd/Sharon Sweet/Sir Neville Marriner/Sir Thomas Allen, 1991 Philips
- Mozart, Le Nozze Di Figaro - Academy of St. Martin In the Fields/Agnes Baltsa/Barbara Hendricks/José Van Dam/Lucia Popp/Ruggero Raimondi/Sir Neville Marriner, 1986 Decca
- Mozart, Così fan tutte - Karita Mattila/Academy of St. Martin In the Fields/Sir Neville Marriner, 1990 Decca
- Complete Mozart Edition: Middle Italian Operas "Il Rè Pastore" - Angela Maria Blasi/Jerry Hadley/Sir Neville Marriner, 1991 Philips
- The Complete Mozart Edition: Arias, Vocal Ensembles, Canons, Lieder, Notturni - Vol. 3 - Academy of St. Martin In the Fields/Bryn Terfel/Sir Neville Marriner, 2005 Decca
- The Complete Mozart Edition: Litanies, Vespers, Oratorios, Cantatas, Masonic Music - Die Schuldigkeit des ersten Gebotes - Davidde Penitente - Hans Peter Blochwitz/Margaret Marshall/Sir Neville Marriner, 2005 Decca
- Mozart, Messe K. 317/Litanie/Exultate - Marriner/ASMF/Cotrubas/Watts, Decca
- Mozart, Mass in C Minor "Great" & Ave Verum Corpus - Academy of St. Martin In the Fields/Sir Neville Marriner/Te Kanawa/von Otter, 1994 Philips
- Mozart, Requiem/Messa K. 317/Exsultate - Marriner/Cotrubas/Watts/Tear, Decca
- Mozart, Requiem/Ave Verum - Marriner/McNair/Lloyd/Araiza, 1989 Decca
- Mozart, Serenate famose - Marriner/ASMF, 1981/1986 Philips
- Mozart, Symphony Nos. 38 "Prague" & 39 - Academy of St. Martin In the Fields/Sir Neville Marriner, 1986 EMI
- Mozart, The Last Five Symphonies - Academy of St. Martin In the Fields/Sir Neville Marriner, 1993 Philips
- The Complete Mozart Edition: The Symphonies, Vol. 1 - Academy of St. Martin In the Fields/Sir Neville Marriner, 2005 Decca
- The Complete Mozart Edition: The Symphonies, Vol. 2 - Academy of St. Martin In the Fields/Sir Neville Marriner, 2005 Decca
- The Complete Mozart Edition: The Symphonies, Vol. 3 - Academy of St. Martin In the Fields/Sir Neville Marriner, 2005 Decca
- Complete Mozart Edition - The Symphonies, Vol. 4 - Academy of St. Martin In the Fields/Sir Neville Marriner, 2005 Decca
- The Complete Mozart Edition: The Divertimenti for Orchestra, Vol. 1 - Academy of St. Martin In the Fields/Sir Neville Marriner, 2005 Decca
- The Complete Mozart Edition: The Divertimenti for Orchestra, Vol. 2 - Academy of St. Martin In the Fields/Sir Neville Marriner, 2005 Decca
- Complete Mozart Edition: The Serenades for Orchestra, Vol. 1 - Academy of St. Martin In the Fields/Sir Neville Marriner, 2005 Decca
- The Complete Mozart Edition: The Serenades for Orchestra, Vol. 2 - Academy of St. Martin In the Fields/Sir Neville Marriner, 2005 Decca
- Complete Mozart Edition: The Serenades for Orchestra, Vol. 3 (Complete Mozart Edition) - Academy of St. Martin In the Fields/Sir Neville Marriner, 2005 Decca
- Mozart, Opera Overtures - Academy of St. Martin In the Fields/Sir Neville Marriner, 1982 EMI
- The Complete Mozart Edition: The Wind Concertos, Vol. 1 - Academy of St. Martin In the Fields/Sir Neville Marriner, 2005 Decca
- Complete Mozart Edition: The Wind Concertos, Vol. 2 - Academy of St. Martin In the Fields/Sir Neville Marriner, 2005 Decca
- Mozart, Horn Concertos & Oboe Concerto - Academy of St. Martin In the Fields/Alan Civil/Neil Black/Sir Neville Marriner, 2001 Philips
- Mozart, Clarinet & Bassoon Concertos - Academy of St. Martin In the Fields/Karl Leister/Klaus Thunemann/Sir Neville Marriner/Stephen Orton, 1989 Philips
- Mozart, 2 Flute Concertos; Concerto for Flute & Harp - James Galway/Academy of St. Martin In the Fields/Sir Neville Marriner, 1990 RCA/BMG
- Mozart: Violin Concerto No. 1, Sinfonia Concertante K. 364 - Academy of St. Martin In the Fields/Anne-Sophie Mutter/Bruno Giuranna/Sir Neville Marriner, 1991 EMI
- The Complete Mozart Edition: Theatre & Ballet Music Vol. 2 Rarities and Surprises - Berliner Rundfunkchor/Netherlands Chamber Orchestra/Sir Neville Marriner, 2005 Decca
- Mozart, Stamitz & Mercadente: Flute Concertos - Academy of St. Martin In the Fields/Irena Grafenauer/Sir Neville Marriner, 1990 Philips
- Mozart Meets Marriner - Sir Neville Marriner, 2006 Philips
- Offenbach, Gaité parisienne/Ouv. Orfeo/Belle Hélène/Perichole/Vie Parisienne - Previn/Pittsburgh/Marriner/PhO, 1981 Decca
- Prokofiev, Favourite Orchestral Suites - London Symphony Orchestra/Sir Neville Marriner, 1994 Philips
- Respighi, Ancient Aires & Dances - Sir Neville Marriner/The Los Angeles Chamber Orchestra, 1986 Angel/EMI
- Rodrigo, Aranjuez/Fantasia gentilhombre - Romero/Marriner/ASMF, 1992 Philips
- Rodrigo, Conc. per chit. e arpa - Romero/Michel/Marriner, 1974/1983 Philips
- Rodrigo, Complete Concertos for Guitar & Harp - Academy of St. Martin In the Fields/Antonio de Almeida/Orchestre national de l'Opéra de Monte-Carlo/Sir Neville Marriner/The Romeros, 1998 Philips
- Rossini, Barbiere di Siviglia - Marriner/Allen/Baltsa/Araiza, 1982 Decca
- Rossini, La Cenerentola - Academy of St. Martin In the Fields/Agnes Baltsa/Francisco Araiza/Sir Neville Marriner, 1988 Decca
- Rossini, Il Turco in Italia - Academy of St. Martin In the Fields/Simone Alaimo/Sir Neville Marriner/Sumi Jo, 1992 Philips
- Rossini, Petite Messe Solenelle - Messa di Milano - Nuccia Focile/Susanne Mentzer/Raúl Gimenez/Ian Bostridge/Simone Alaimo/Academy of St. Martin in the Fields Chorus/Academy of St. Martin In the Fields/Sir Neville Marriner, 1995 Philips
- Rossini, Messa di Gloria - Sumi Jo/Ann Murray/Francisco Araiza/Raúl Gimenez/Samuel Ramey/Academy of St. Martin in the Fields Chorus/Academy of St. Martin In the Fields/Sir Neville Marriner, 1992 Philips
- Rossini, Ouvertures complete - Marriner/ASMF, 1974/1979 Decca
- Rossini, 6 String Sonatas - Academy of St. Martin In the Fields/Sir Neville Marriner, 1995 Decca
- Schubert, The Ten Symphonies - Academy of St. Martin In the Fields/Sir Neville Marriner, 2002 Decca
- Sibelius: Karelia Suite & Swan of Tuonela - Grieg: Holberg Suite - Academy of St. Martin In the Fields/Sir Neville Marriner, 1985 Philips
- Sullivan, Overtures - Academy of St. Martin In the Fields/Sir Neville Marriner, 1993 Decca
- Suppé, Overtures - Sir Neville Marriner/Academy of St. Martin In the Fields, 1990 EMI
- Telemann, Förster, Weber: Horn Concertos - Barry Tuckwell/Sir Neville Marriner, 1996 EMI
- Tchaikovsky: The String Quartets, Souvenir de Florence - Gabrieli String Quartet/Academy of St. Martin In the Fields/Sir Neville Marriner, 1997 Decca
- Tchaikovsky - Sibelius: Violin Concertos - Leila Josefowicz/Academy of St. Martin In the Fields/Sir Neville Marriner, 1995 Philips
- Vaughan Williams, Sinf. n. 5/Greensleeves/Tallis theme/Lark ascending - Marriner/ASMF/Norrington/LPO, 1971 Decca
- Verdi, Oberto - Marriner/Ramey/Guleghina/Neill, 1996 Decca
- Villa-Lobos, Concertos & Instrumental Works - Academy of St. Martin In the Fields/Cristina Ortiz/Sir Neville Marriner, 1998 EMI
- Vivaldi, Conc. vl. op. 3 Estro armonico - Marriner/ASMF, Decca
- Vivaldi, Conc. vl. op. 4 La stravaganza - Marriner/ASMF, Decca
- Vivaldi, Essential - Marriner/Münchinger/Malcolm, Decca
- Vivaldi, Quattro stagioni - Loveday/Marriner/ASMF, Argo/Decca
- Vivaldi: Gloria - Bach: Magnificat - Sir Neville Marriner/Academy of St. Martin In the Fields, 2005 EMI
- American Favourites & Rarities, Barber/Ives/Copland/Cowell/Creston - Marriner/ASMF, 1975 Decca
- Baroque Trumpet Concertos - Academy of St. Martin In the Fields/John Wilbraham/Sir Neville Marriner, 1969 Argo/Decca
- Sir Neville Marriner: A Celebration - Academy of St. Martin In the Fields/Sir Neville Marriner, 2004 Decca

## DVD parziale
- Stravinsky, Pulcinella (Balletto di Basilea) - Marriner/ASMF, 1983 Deutsche Grammophon